# Neuroglobin
Neuroglobin là một thành viên của họ globin ở động vật có xương sống tham gia vào quá trình cân bằng nội môi với oxy trong tế bào. Đây là một hemoprotein nội bào được biểu hiện trong hệ thần kinh trung ương và ngoại vi, dịch não tủy, võng mạc và các mô nội tiết. Neuroglobin là một monomer có thể liên kết thuận nghịch oxy với ái lực cao hơn so với hemoglobin. Nó cũng làm tăng sự sẵn có oxy cho mô não và cung cấp sự đảm bảo trong điều kiện thiếu oxy hoặc thiếu máu cục bộ, có khả năng hạn chế tổn thương não. Trong quá khứ, neuroglobin chỉ được tìm thấy trong các tế bào thần kinh ở động vật có xương sống, nhưng gần đây vào năm 2013, chũng cũng được tìm thấy trong các tế bào thần kinh của các loài động vật miệng nguyên sinh không liên quan, như loài Acoelomorpha quang hợp cũng như ở một số loài cơ thể đối xứng tâm như sứa. Ngoài các tế bào thần kinh, neuroglobin có mặt trong các tế bào hình sao trong các bệnh lý nhất định liên quan đến não ở các loài gặm nhấm  và cũng có ở não ở các loài hải cẩu. Điều này được cho là do sự tiến hóa hội tụ. Chúng có nguồn gốc tiến hóa cổ đại, và tương đồng với các globin thần kinh của động vật không xương sống. Nghiên cứu gần đây về sự hiện diện neuroglobin đã xác nhận rằng protein neuroglobin của con người định vị trong dịch não tủy (CSF).
Neuroglobin lần đầu tiên được xác định bởi Thorsten Burmester vào năm 2000.
Cấu trúc 3D của neuroglobin ở người được xác định vào năm 2003. Năm sau, neuroglobin chuột được xác định ở độ phân giải cao hơn.
Một điều trị thực tiễn cho ngộ độc khí carbon monoxit dựa trên sự gắn kết của CO bởi neuroglobin (Ngb) với một histidine đột biến (H64Q) dường như là có thể.